# Rewak
Rewak is een bestuurslaag in het regentschap Kepulauan Anambas van de provincie Riau-archipel, Indonesië. Rewak telt 674 inwoners (volkstelling 2010).